# Nikos Psarras
Nikos Psarras, grekisk skådespelare, född 25 september 1971.

## Roller (i urval)
- (2001) - Mistikes Diadromes TV-serie
- (2001) - Krifos Theatis
- (2000) - Fovou Tous Ellines
- (2000) - Mavro Gala